# Pachygnatha clercki
Pachygnatha clercki Sundevall, 1823 è un ragno appartenente alla famiglia Tetragnathidae.

## Distribuzione
La specie è stata rinvenuta in diverse località della regione olartica

## Tassonomia
È la specie tipo del genere Pachygnatha Sundevall, 1823.
Non sono stati esaminati esemplari di questa specie dal 2009
Attualmente, a dicembre 2013, non sono note sottospecie